# Diadelioides minor
Diadelioides minor är en skalbaggsart som beskrevs av Stefan von Breuning 1940. Diadelioides minor ingår i släktet Diadelioides och familjen långhorningar. Inga underarter finns listade i Catalogue of Life.